# Hasso Krull
Hasso Krull, né le 31 janvier 1964 à Tallinn (Estonie}, est un poète, essayiste et traducteur estonien,.

## Biographie
En 1981, Hasso Krull est diplômé du Collège anglais de Tallinn (et). De 1981 à 1985, il étudie la langue estonienne et la littérature à l'université de Tallinn. 
Depuis 1990, il enseigne de temps en temps la théorie de la littérature à l'Institut estonien des sciences humaines (et).
Krull a joué un rôle important dans l'introduction de la philosophie française moderne dans le discours littéraire estonien à la fin du XXe siècle,. 
La poésie de Hasso Krull utilise des termes post-structuralistes et pragmatistes.
Depuis 1989, Hasso Krull est membre de l'Union des écrivains estoniens

## Ouvrages

### Poésie
- 1986 "Mustvalge"
- 1988 "Pihlakate meri"
- 1993 "Luuletused 1987–1991"
- 1995 "Swinburne"
- 1997 "Kaalud"
- 1999 "Jazz"
- 2001 "Kornukoopia: sada luuletust"
- 2004 "Meeter ja Demeeter"
- 2006 "Talv"
- 2009 "Neli korda neli"
- 2012 "Veel ju vist"
- 2014 "Muna. Tekstid 1987–2012"
- 2014 "Kui kivid olid veel pehmed"
- 2015 "Mustvalge" (réédition fac-similé)
- 2017 "Kandsime redelit kaasas"

### Essais
- 1996 "Katkestuse kultuur"
- 2000 "Millimallikas"
- 2006 "Loomise mõnu ja kiri"
- 2009 "Paljusus ja ainulisus"
- 2012 "Jumalanna pesa"
- 2014 "Pesa. Tekstid 2000–2012"
- 2017 "Mõistatuse sild"

### Traductions
- 1993, Georges Bataille (trad. Hasso Krull), Madame Edwarda [« Madame Edwarda »]
- 1993, Georges Bataille (trad. Hasso Krull), Silma lugu [« Histoire de l'œil »]
- 1995, Jacques Derrida (trad. Hasso Krull), Positsioonid [« Positions »]
- 1995, Paul Valéry (trad. Hasso Krull), Härra Teste [« Monsieur Teste »]
- 1997,  Jean Cocteau (trad. Hasso Krull), "Oopium: mürgi mõju lahtumise päevik [« Opium »]
- 1997, Jean Cocteau (trad. Hasso Krull), Ingel Heurtebise [« L'Ange Heurtebise »]
- 1997, Jean Cocteau (trad. Hasso Krull), Eiffeli torni noorpaar [« Les Mariés de la tour Eiffel »]
- 1998, Gilles Deleuze, Félix Guattari (trad. Hasso Krull), Kafka. Pour une littérature mineure [« Kafka. Väikese kirjanduse poole »]
- 1999, Pierre Bourdieu (trad. Hasso Krull), Televisioonist [« Sur la télévision »]
- 2002, Sujata Bhatt (trad. Hasso Krull), Rebane ja ingel [« Poèmes choisis »]
- 2003, Slavoj Žižek (trad. Hasso Krull), Ideoloogia ülev objekt [« The Sublime Object of Ideology »]
- 2003, Allen Ginsberg (trad. Margus Konnula, Lauri Kitsnik, Hasso Krull, Andres Langemets, Margit Langemets, Jürgen Rooste, Tõnu Õnnepalu), "Ameerika". Sélections de poèmes de 1947–1996, compilés et édités par Hasso Krull, Loomingu Raamatukogu
- 2004, Paul Radin (trad. Hasso Krull), Vembuvana. Jänes. Winnebago triksterilood [« The Trickster: A Study in Native American Mythology »]
- 2010, Paul Radin (trad. Hasso Krull), Kärgatav Kõu. Ühe indiaanlase autobiograafia [« Crashing Thunder. Autobiography of an American Indian »]
- 2012, Pentti Saarikoski (trad. Lauri Kitsnik , Hasso Krull, Kalju Kruusa, Asko Künnapu , Jan Kaus , Joel Sang , Elo Viiding), "Luuletused" [« Poésie complète »]
- 2017 Charles Bukowski (trad. Sveta Grigorjeva, Kristjan Haljak, Anna-Magdaleena Kangro, Maarja Kangro, Mart Kangur, Jüri Kolk, Hass o Krull, Kalju Kruusa, Margus Ott, Carolina Pihelgas, Kaur Riismaa, Jürgen Rooste ja Peeter Sauter), "Ikkagi on tore olla Bukowski". Sélections de poèmes de 1946–1994, compilés et édités par Carolina Pihelgas, Anna-Magdaleena Kangro et Hasso Krull

## Prix et récompenses
- Prix de poésie Juhan Liiv, 2006
- Bourse Gustav Suits, 2013
- Prix littéraire de la Fondation culturelle d'Estonie, 2014

## Décoration
- Ordre de l'Étoile blanche d'Estonie de 4e classe (2001)